# Titaluk River
Der Titaluk River ist ein etwa 280 km langer linker Nebenfluss des Ikpikpuk River im Norden von Alaska (USA).

## Flusslauf
Der Titaluk River verläuft in der Arktischen Ebene der North Slope etwa 100 km von der Meeresküste entfernt. Er entspringt in einem niedrigen Höhenrücken 120 km südlich von Atqasuk auf einer Höhe von etwa 280 m. Der Titaluk River fließt in überwiegend ostnordöstlicher Richtung. Er bildet auf seinem Mittel- und Unterlauf zahlreiche enge Flussschlingen. Es gibt entlang diesen Flussabschnitten viele verlandete Altarme. Der Titaluk River trifft schließlich auf einer Höhe von 33 m auf den nach Norden strömenden Ikpikpuk River.

## Einzugsgebiet
Der Titaluk River entwässert ein Areal von etwa 2660 km². Das Einzugsgebiet wird im Osten von dem Einzugsgebiet des oberstrom gelegenen Ikpikpuk River begrenzt, im Südosten und im Süden von dem des Kigalik River, im Südwesten grenzt es an das des Awuna River, im Westen an das des Meade River, im Nordwesten an das des Topagoruk River sowie im Norden an das des Oumalik River. Das Einzugsgebiet befindet sich innerhalb der National Petroleum Reserve in Alaska.

## Namensgebung
Der Flussname wurde 1924 vom U.S. Geological Survey (USGS) vergeben. Er leitet sich von dem Eskimo-Wort für einen Fisch ab, der im Juni 1886 von Ensign W. L. Howard gefangen wurde. Bei der Fisch-Art handelt es sich um die Quappe.